# Сафоновское городское поселение
Сафоновское городско́е поселе́ние — муниципальное образование в Сафоновском районе Смоленской области Российской Федерации.
Административный центр — город Сафоново.

## История
Статус и границы городского поселения установлены Законом Смоленской области от 28 декабря 2004 года № 134-з «О наделении статусом муниципального района муниципального образования "Сафоновский район" Смоленской области, об установлении границ муниципальных образований, территории которых входят в его состав, и наделении их соответствующим статусом»

## Население
| 2012    | 2013    | 2014    | 2015    | 2016    | 2017    | 2018    |
| ------- | ------- | ------- | ------- | ------- | ------- | ------- |
| 45 273  | ↘44 444 | ↘43 845 | ↘43 477 | ↘43 145 | ↘42 707 | ↘42 147 |
| 2019    | 2020    | 2021    | 2024    |         |         |         |
| ↘41 510 | ↘41 138 | ↘38 403 | ↘37 055 |         |         |         |

## Состав городского поселения
| № | Населённый пункт | Тип населённого пункта        | Население |
| - | ---------------- | ----------------------------- | --------- |
| 1 | Сафоново         | город, административный центр | ↘37 055   |